# Милян Мрдакович
Милян Мрдакович (серб. Miljan Mrdaković / Миљан Мрдаковић, нар. 6 травня 1982, Ниш — 22 травня 2020, Белград) — сербський футболіст, нападник.
Протягом кар'єри виступав за клуби 11 різних країн, а також був учасником літніх олімпійських ігор 2008 року.

## Ігрова кар'єра
Розпочав займатись футболом у футбольній секції клубу «Раднички» з рідного міста Ниш, куди його привів батько. Спочатку грав у півзахисті, досить багато забивав, тому тренер перевів його в напад. Серйозно зайнявся футболом з 10 років. У 13 років перебрався до Белграда у академію «Партизана», а в 16 років вирушив до Бельгії, де згодорм підписав свій перший професійний контракт зі столичним «Андерлехтом». До основного складу цієї команди пробитись не зумів, лишге провів кілька матчів на правах оренди в іншій бельгійській команді «Ендрахт» (Алст).
В подальшому, з 2002 року, встиг пограти у більш ніж десяти клубах, в жодному з яких не затримався, більш ніж на один сезон. Грав на батьківщині за ОФК (Белград), в бельгійському «Генті», австрійському «Ред Булл», українському «Металісті», ізраїльському «Маккабі» (Тель-Авів), португальській «Віторії» (Гімарайнш) та китайському «Шаньдун Лунен». У 2009—2012 роках виступав на Кіпрі, де грав за «Аполлон», «Етнікос» (Ахнас) та АЕК (Ларнака).
2012 року знову перебрався до Китаю, уклавши контракт з клубом «Цзянсу Сайнті». У команді провів лише 5 матчів у чемпіонаті, після чого перебрався до Греції, де грав за «Еносіс» та «Верію».
2014 року виступав за сингапурський «Тампінс Роверс», після чого знову повернувся до Греції, де грав за «Левадіакос».
Другу половину 2015 року провів на батьківщині у клубі «Воєводина», після чого втретє повернувся до Греції, ставши цього разу гравцем клубу «Агротікос Астерас». Відтоді встиг відіграти за клуб із Салонік 5 матчів в національному чемпіонаті.

## Кар'єра в збірній
Виступав за юнацькі та молодіжну збірну Сербії і Чорногорії. У 2008 році грав на літніх олімпійських іграх.

## Особисте життя
Батька звуть Момчило, а мати — Левиця. Батько на пенсії, коли Милян Мрдакович відправився грати в Бельгію, вони переїхали туди, разом з ним, і мати кинула роботу. Зараз вона домогосподарка. Його батько грав у футбол, але на аматорському рівні. У нього є молодша сестра, яка молодша за нього на сім років. Дружину звуть Андріана, а сина Урош, який народився у 2004 році.

## Досягнення
- Чемпіон Китаю: 2008
- Володар Кубка сінгапурської ліги: 2014
- Володар Суперкубка Сінгапуру: 2014
- Найкращий бомбардир Чемпіонату Кіпру (1): 2010-11